# Crash che botte!
Crash che botte! lub Crash! Che botte strippo strappo stroppio – włosko–hongkoński komediowy film akcji z 1973 roku w reżyserii Ho Meng Hua.
Film zarobił 183 154 dolarów hongkońskich w Hongkongu.

## Obsada
Źródło: Filmweb

- Robert Malcolm – Robert Wallace
- Antonio Cantafora – Max
- Salvatore Borghese – Jerry
- Jacques Dufilho – ambasador USA
- Lo Lieh – Tang
- Shih Szu – Suzy
- Alberto Farnese
- Lin Tung – Chen Loh
- Klaus Kinski
- Isabella Biagini – żona ambasadora
- Chiang Ling
- Hui-Ling Liu
- Jackie Chan (niewymieniony w napisach końcowych)